# Coptosperma littorale
Coptosperma littorale är en måreväxtart som först beskrevs av William Philip Hiern, och fick sitt nu gällande namn av J. Degreef. Coptosperma littorale ingår i släktet Coptosperma och familjen måreväxter. Inga underarter finns listade i Catalogue of Life.